# Аслинг
Аслинг (њем. Aßling) општина је у њемачкој савезној држави Баварска. Једно је од 21 општинског средишта округа Еберсберг. Према процјени из 2010. у општини је живјело 4.265 становника. Посједује регионалну шифру (AGS) 9175112.

## Географски и демографски подаци
Аслинг се налази у савезној држави Баварска у округу Еберсберг. Општина се налази на надморској висини од 489 метара. Површина општине износи 31,4 km². У самом мјесту је, према процјени из 2010. године, живјело 4.265 становника. Просјечна густина становништва износи 136 становника/km².